# Ishango-Knochen

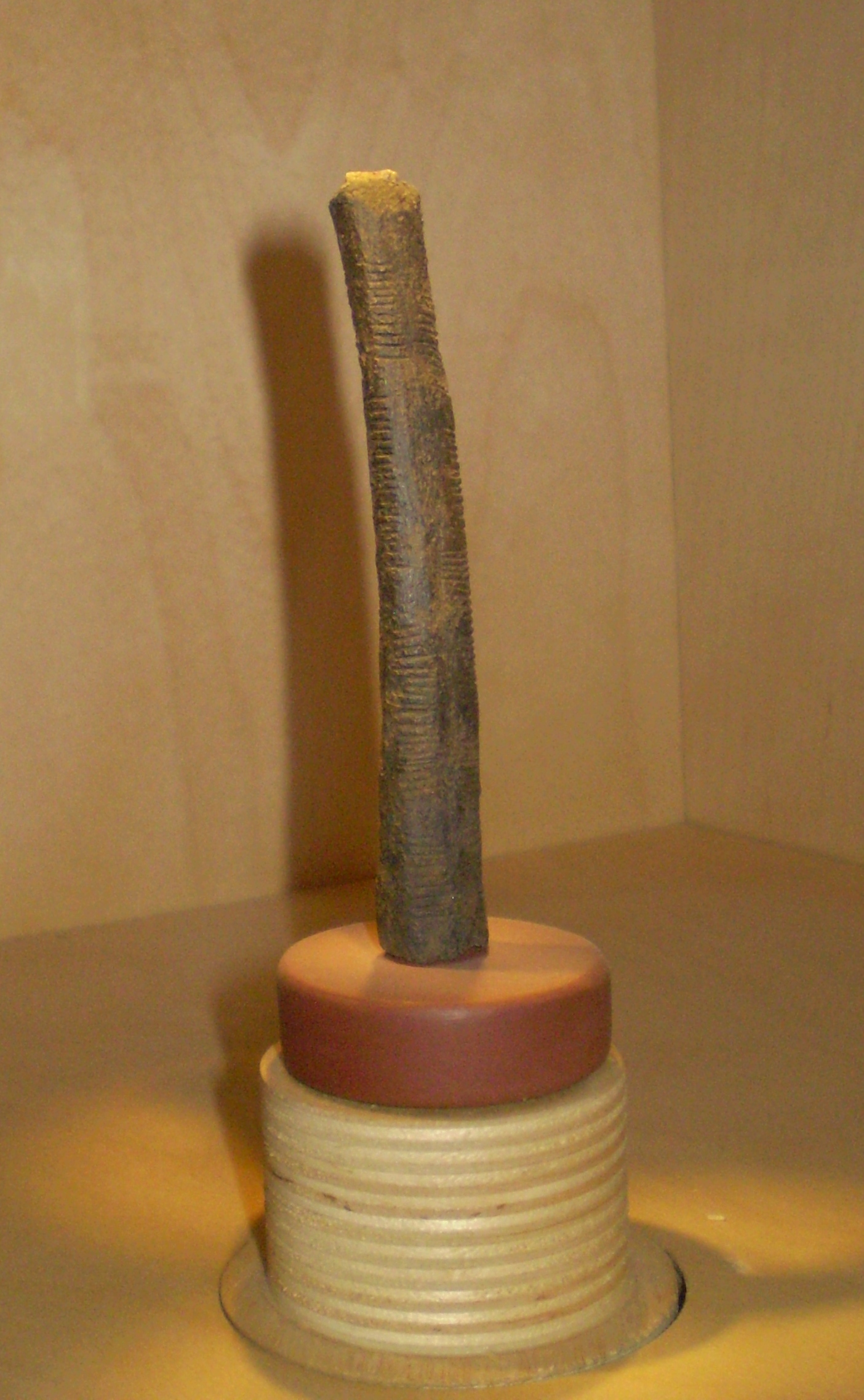
Ishango-Knochen

Der Ishango-Knochen ist ein steinzeitliches Artefakt, das vom belgischen Archäologen und Geologen Jean de Heinzelin de Braucourt (1920–1998) 1950 im damaligen Belgisch-Kongo, der heutigen Demokratischen Republik Kongo, entdeckt wurde. Es handelt sich um einen etwa 10 cm langen Knochen, auf dem in drei Spalten mehrere Gruppen von Kerben angeordnet sind. Sinn und Zweck der Einkerbungen sind unklar, Spekulationen zufolge wurde der Knochen als eine Art Rechenstab benutzt. Eine Funktion als Kalender wird ebenfalls vorgeschlagen.
Das Alter des Artefakts wird heute auf etwa 20.000 Jahre bestimmt. Es befindet sich im belgischen Museum für Naturwissenschaften in Brüssel.

## Fundort und Datierung
Der Fundort Ishango liegt nahe der kongolesisch-ugandischen Grenze am Nordwestufer des Eduardsees. In dem hügeligen Gelände am Abfluss des Semliki führte Jean de Heinzelin in den 1950er Jahren Ausgrabungen eines steinzeitlichen Wohnplatzes durch, der durch einen Vulkanausbruch zerstört worden war. Gefunden wurden hauptsächlich menschliche und tierische Überreste, Steinwerkzeuge und Harpunenspitzen. Die durch den Vulkanausbruch erhöhte Konzentration des Kohlenstoff-Isotops 12C in der Umgebung verhinderte eine genaue Altersbestimmung der Funde mittels der C-14-Methode. Aufgrund archäologischer und geologischer Anhaltspunkte ordnete de Heinzelin Ishango als mesolithischen Wohnplatz aus der Zeit zwischen 9000 v. Chr. und 6500 v. Chr. ein.
1983/84 durch Noel Boaz sowie zwischen 1985 und 1990 durch Alison Brooks, John Yellen und Kanimba Misago fanden nochmals Grabungen in Ishango und der näheren Umgebung statt, bei denen unter anderem weitere Schalen von Weichtieren gefunden wurden. Die Analyse dieser Schalen mit Hilfe der Aminosäure-Razemisierungs-Methode ergab ein Alter der Siedlung von mindestens 20.000 Jahren. Selbst unter der Berücksichtigung des warmen afrikanischen Klimas ist ein Alter von weniger als 10.000 Jahren äußerst unwahrscheinlich, so dass Ishango heute dem Jungpaläolithikum zugerechnet wird.
Bei den diversen Forschungsgrabungen wurden auch zahlreiche Knochen geborgen, die dem anatomisch modernen Menschen (Homo sapiens) zugeschrieben wurden. Eine Besonderheit ist, dass die Backenzähne dieser Menschen auffallend groß sind.

## Beschreibung

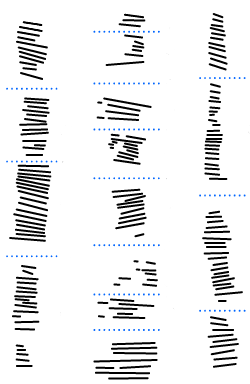
Die Einteilung der Kerben in Gruppen. Die Quarzspitze ist im Bild oben.

Der Ishango-Knochen ist ein ungefähr 10 cm langer, gekrümmter Pavianknochen von ovalem Querschnitt. An seinem schmaleren Ende ist ein Stück Quarz angebracht, so dass er als eine Art Griffel gedient haben könnte.
Fast die gesamte Oberfläche des Knochens ist mit feinen, quer verlaufenden Einkerbungen unterschiedlicher Länge versehen. Die Kerben lassen sich in 16 Gruppen zusammenfassen, die wiederum in drei Spalten angeordnet sind. Die mittlere Spalte enthält (von der Quarzspitze aus betrachtet) 3, 6, 4, 8, 10 (oder 9), 5, 5, 7 (Folge A100000 in OEIS) Kerben, die linke Spalte 11, 13, 17, 19 und die rechte Spalte 11, 21, 19, 9 Kerben.

## Deutungen
Die Anfänge des eigentlichen Zählens und Rechnens – losgelöst von der reinen Notation konkreter Objekte – sind nach allgemeiner Ansicht ab der Zeit der Sesshaftwerdung im Zuge der neolithischen Revolution zu finden. Frühere mit Ornamenten oder Einkerbungen versehene Artefakte werden als Zeugnisse einer Vorstufe des Zählens betrachtet, da das Vorhandensein eines abstrakten Zahlbegriffes vor der Jungsteinzeit nicht anzunehmen ist. Die Anordnung der Kerben des Ishango-Knochens legt die Vermutung nahe, dass es sich bei dem Muster um kein rein zufälliges handelt, und bietet Raum für Deutungen, die jedoch nach heutigem Forschungsstand als spekulativ gelten müssen.

### Arithmetisches Spiel
Jean de Heinzelin räumte zwar die Möglichkeit eines zufälligen Musters ein, hielt aber selbst den Knochen für ein „arithmetisches Spiel“, einfache Rechnungen oder Notationen, die auf dem Dezimalsystem basierten. Grundlage für seine Theorie waren folgende Beobachtungen:
- Die Paare (3,6), (4,8) und (10,5) der mittleren Spalte werden aus einer Zahl und ihrem Doppelten gebildet. Die letzten beiden Zahlen 5 und 7 passen allerdings nicht in dieses Schema.
- Die Gruppen in der rechten Spalte bilden genau die Zahlen 10 ± 1 und 20 ± 1.
- Die linke Spalte enthält genau die Primzahlen zwischen 10 und 20.

### Mondkalender

Marshacks Deutung des Knochens als Mondkalender.

Ein anderer Ansatz stammt vom amerikanischen Journalisten Alexander Marshack, der im Auftrag der NASA ein Buch über die Geschichte der Naturwissenschaften schrieb und in diesem Zusammenhang den Ishango-Knochen mikroskopisch untersuchen konnte. Er stellte Unterschiede der Tiefe, Gestalt und Ausrichtung der Einkerbungen fest und sah sich in der Lage, die Kerben in Übereinstimmung mit den Mondphasen zu bringen. Seiner Ansicht nach handelt es sich bei dem Artefakt eindeutig um einen Mondkalender. Für Marshacks Theorie spricht, dass die Anzahl der Kerben der beiden äußeren Spalten sich jeweils zu 60, also fast genau der Anzahl der Tage zweier Mondmonate summieren und dass Parallelen zu Kalendern moderner Jäger-und-Sammler-Kulturen gezogen werden können.
Marshacks Arbeiten sind umstritten, der italienische Anthropologe Francesco d’Errico etwa weist die Methodik als „unwissenschaftlich“ zurück. Unterstützt wurde Marshacks These hingegen von der amerikanischen Pädagogin und Ethnomathematikerin Claudia Zaslavsky, die als einen Grund für die Zeitmessung im Rhythmus der Mondphasen den Menstruationszyklus der Frau anführte.

### Rechenstab
| \| M \| M \| M \| M \| M \| M \| M \| M \| \| L \| R \| \| --- \| --- \| --- \| --- \| --- \| --- \| --- \| --- \| - \| -- \| -- \| \| 3 \| + 6 \| \| + 2 \| \| \| \| \| = \| \| 11 \| \| 1 \| + 6 \| + 4 \| \| \| \| \| \| = \| 11 \| \| \| \| \| 4 \| + 6 \| + 3 \| \| \| \| = \| 13 \| \| \| \| \| 4 \| + 8 \| + 9 \| \| \| \| = \| \| 21 \| \| \| \| \| 8 \| + 9 \| \| \| \| = \| 17 \| \| \| \| \| \| \| 9 \| + 5 \| + 5 \| \| = \| \| 19 \| \| + 2 \| \| \| \| \| + 7 \| + 5 \| + 5 \| = \| 19 \| \| \| \| \| \| \| \| \| 2 \| + 7 \| = \| \| 9 \| \| 6 \| 12 \| 12 \| 24 \| 30 \| 12 \| 12 \| 12 \| \| 60 \| 60 \| |     |     |     |     |     |     |     |   |    |    |
| Die zur Vollständigkeit fehlenden Einträge sind durchgestrichen. |     |     |     |     |     |     |     |   |    |    |
| M | M   | M   | M   | M   | M   | M   | M   |   | L  | R  |
| 3 | + 6 |     | + 2 |     |     |     |     | = |    | 11 |
| 1 | + 6 | + 4 |     |     |     |     |     | = | 11 |    |
| |     | 4   | + 6 | + 3 |     |     |     | = | 13 |    |
| |     | 4   | + 8 | + 9 |     |     |     | = |    | 21 |
| |     |     | 8   | + 9 |     |     |     | = | 17 |    |
| |     |     |     | 9   | + 5 | + 5 |     | = |    | 19 |
| + 2 |     |     |     |     | + 7 | + 5 | + 5 | = | 19 |    |
| |     |     |     |     |     | 2   | + 7 | = |    | 9  |
| 6 | 12  | 12  | 24  | 30  | 12  | 12  | 12  |   | 60 | 60 |

Vladimir Pletser, Wissenschaftler bei der ESA, griff 1999 de Heinzelins Deutung des Ishango-Knochens als mathematisches Objekt wieder auf. Er bemerkte, dass sich die Zahlen der äußeren Spalten durch Addition von aufeinanderfolgenden Zahlen der mittleren Spalte gewinnen lassen. Liest man die unsichere Anzahl der fünften mittleren Gruppe als 9 statt als 10, summieren sich beispielsweise die mittleren Gruppen drei bis fünf zu 21, die Gruppen fünf bis sieben zu 19, beides Werte, die man auf ungefähr gleicher Höhe in der rechten Spalte findet. Pletser schloss daraus, dass der Knochen als Rechenstab gedient habe, auf dem man durch einfaches Drehen die Summe bestimmter Zahlen ablesen könne. Die Additionstafel, die sich aus dieser Hypothese ergibt, weist allerdings Lücken auf. Pletser musste bei einigen Rechnungen zusätzliche Zahlen addieren, um alle Werte der beiden äußeren Spalten darstellen zu können.
Im Gegensatz zu de Heinzelin unterstellt Pletser in seiner Deutung ein gemischtes Zahlensystem, das auf den Basen 3, 4 und – daraus abgeleitet – der Basis 12 beruht. Die Basis 10 wurde möglicherweise parallel benutzt. Vorteil dieser Annahme ist, dass zur Erklärung der Zahlen 11, 13, 17 und 19 der linken Spalte nicht der Begriff der Primzahl bemüht werden muss, sondern dass sie sich zusammen mit den für de Heinzelin isoliert erscheinenden letzten beiden Zahlen 5 und 7 der mittleren Spalte als ½•12 ± 1, 1•12 ± 1 und 1½•12 ± 1 ergeben.

### Ursprung des Duodezimalsystems
Der belgische Mathematiker Dirk Huylebrouck, der mit Pletser zusammen die Rechenstab-Hypothese vertritt, ist der Ansicht, dass im Ishango-Knochen der Ursprung des Duodezimal- und des verwandten Hexagesimalsystems zu erkennen ist.
Die Basen zwölf und sechzig finden sich bei den Sumerern, Assyrern und Babyloniern, später im antiken Griechenland. Die genaue Entstehung dieser Zählweisen gilt bislang noch als ungeklärt.
Huylebrouck verweist auf Untersuchungen des britischen Anthropologen Northcote Whitridge Thomas, der 1920 über die Verwendung der Basis zwölf bei den Zahlwörtern verschiedener Plateau-Sprachen in Westafrika berichtet hatte. Thomas hatte in seinem Bericht die Frage aufgeworfen, wie – falls man keine unabhängige Entstehung der Zählweisen annehmen möchte – diese Verwendung in Westafrika in Beziehung zu den mesopotamischen Hochkulturen gesetzt werden könnte. Huylebrouck glaubt, die Antwort in de Heinzelins Arbeit gefunden zu haben. Dieser hatte durch den Vergleich der Funde von Harpunenspitzen die zeitliche und geographische Ausbreitung der Ishango-Kultur verfolgt und dabei im Wesentlichen zwei Richtungen festgestellt: Ein Zweig führte nach Westafrika, der andere nilabwärts nach Ägypten. Das Duodezimalsystem könnte auf diesen Wegen von Ishango aus einerseits nach Westafrika und andererseits via Ägypten ins Zweistromland gelangt sein, der Ishango-Knochen wäre in diesem Fall das von Thomas gesuchte Bindeglied.